# اچ‌ام‌اس اسکپتر (۱۸۰۲)
اچ‌ام‌اس اسکپتر (۱۸۰۲) (به انگلیسی: HMS Sceptre (1802)) یک کشتی بود که طول آن ۱۷۴ فوت (۵۳ متر) بود. این کشتی در سال ۱۸۰۲ ساخته شد.